# Я есть, потому что мы есть
«Я есть, потому что мы есть» (англ. I Am Because We Are) — американский документальный фильм 2008 года режиссёра Натана Риссмана, рассказывающий о тяжёлой жизни бездомных детей в одном из беднейших государств Африки — Малави.

## Сюжет
Полуторачасовой документальный фильм, в котором Мадонна выступила и продюсером, и автором сценария, и рассказчиком за кадром, повествует о тяжёлой жизни миллионов бездомных детей из одного из беднейших государств Африки — Малави. Многие из них заражены ВИЧ.  В картине подробно рассказывается о благотворительной организации Мадонны — Raising Malawi.

## Факты
- Название фильма взято из фразы Десмонда Туту «„Ubuntu“ is an idea present in African spirituality that says „I am because we are“ — or we are all connected, we cannot be ourselves without community, health and faith are always lived out among others, an individual’s well being is caught up in the well being of others»[2].
- Несмотря на то, что официальная премьера картины состоялась 24 апреля 2008 года, Мадонна устроила эксклюзивный показ своей давней подруге Рози О’Доннелл 11 октября 2007 года. Той лента очень понравилась[3].
- Фильм был принят весьма положительно критиками таких изданий, как «The Times»[4] и «The Guardian»[5].
- В январе 2009 года Мадонной была выпущена книга с одноимённым названием, повествующая о той же теме, с множеством фотографий[6].

## Премьерный показ в разных странах[7]

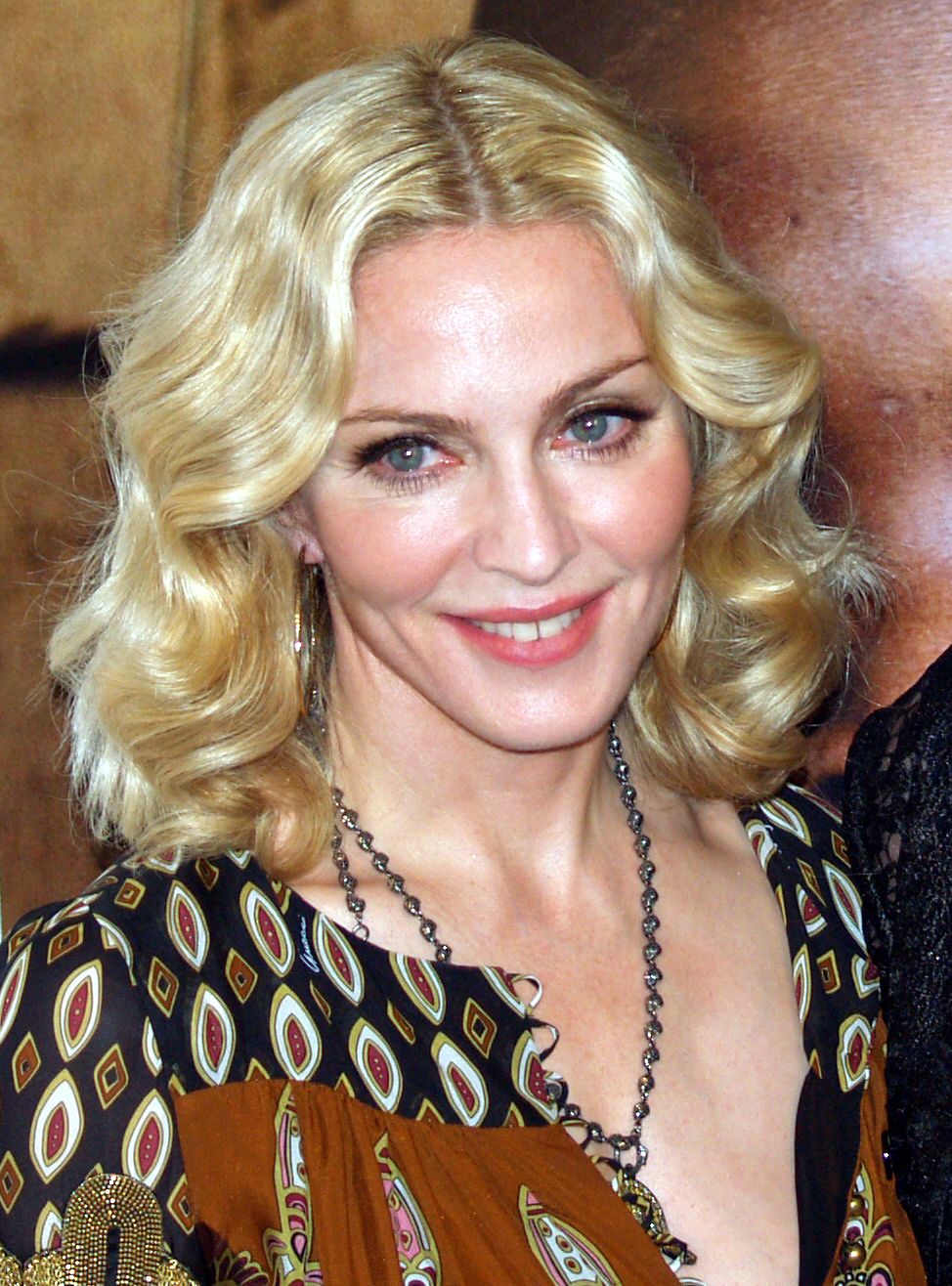
Мадонна на премьере фильма, 2008 год.

- США — 24 апреля 2008 (кинофестиваль Трайбека); 29 июля 2008 — кинофестиваль в Траверс-Сити[8]; 1 декабря 2008 — премьера на канале «Солнечный танец», посвящённая Всемирному дню борьбы со СПИДом; 26 марта 2009 — авторами фильма лента полностью выложена на YouTube и Hulu для свободного просмотра и скачивания; 20 октября 2009 — премьера DVD
- Франция — 21 мая 2008 (Каннский кинофестиваль); 25 марта 2009 — широкий экран
- Бразилия — 26 сентября 2008 (кинофестиваль в Рио-де-Жанейро)
- Греция — 28 сентября 2008 (кинофестиваль в Афинах)
- Украина — 30 мая 2009 (Первый Киевский международный кинофестиваль)[9]
- Канада — 20 октября 2009 (премьера DVD)
- Венгрия — 17 июня 2010 (премьера по ТВ)